# آنتون خسینک
آنتون خسینک (هلندی: Anton Geesink; ۶ آوریل ۱۹۳۴ – ۲۷ اوت ۲۰۱۰) جودوکار اهل هلند بود.
از افتخارات وی می‌توان به کسب مدال طلا جودو وزن آزاد در بازی‌های المپیک تابستانی ۱۹۶۴ اشاره کرد.